# Nachrapnik
Nachrapnik – część ogłowia nakładana na nos konia, wspomagająca działanie kiełzna, ewentualnie służąca do utrzymana go na właściwym miejscu, poprzez ograniczenie koniowi możliwości manewrowania szczęką. Większość ogłowi pozwala na zupełne wypięcie nachrapnika lub na zastąpienie go innym rodzajem. Dawniej na zewnętrznej stronie rycerskich i wojskowych nachrapników dodawano metalowe elementy w celu dekoracji.
Rodzaje nachrapników:
- Nachrapnik angielski (polski) zwany zwykłym
- Nachrapnik hanowerski
- Nachrapnik kombinowany (irlandzki)
- Nachrapnik meksykański

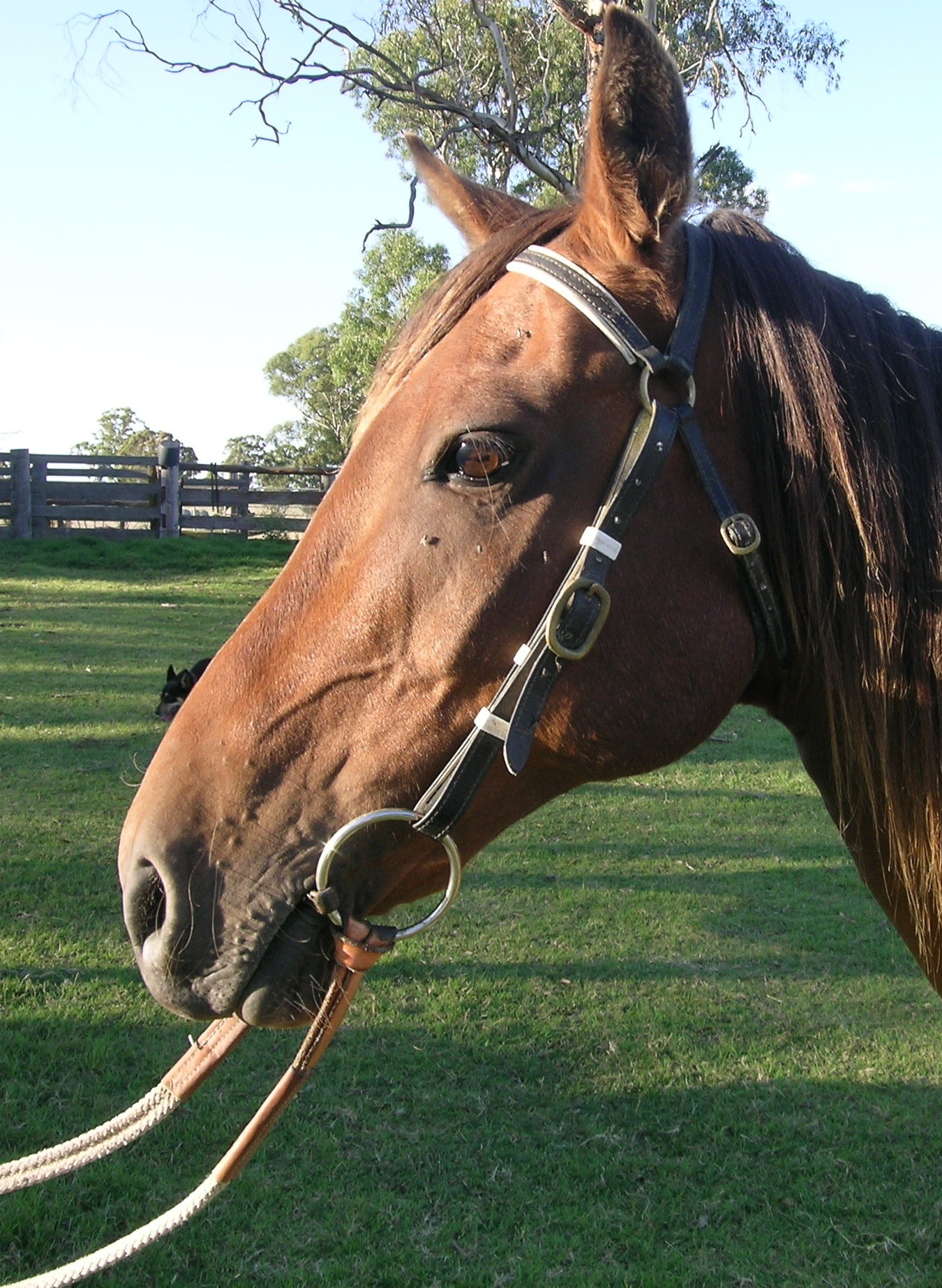
Ogłowie bez nachrapnika
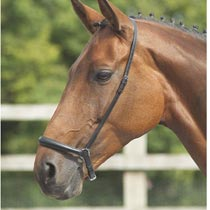
Nachrapnik bez ogłowia
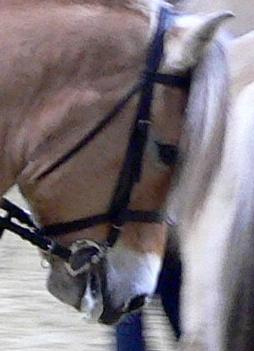
Nachrapnik angielski
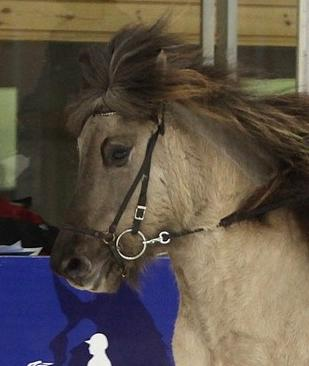
Nachrapnik hanowerski
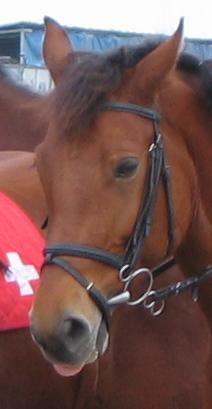
Nachrapnik kombinowany
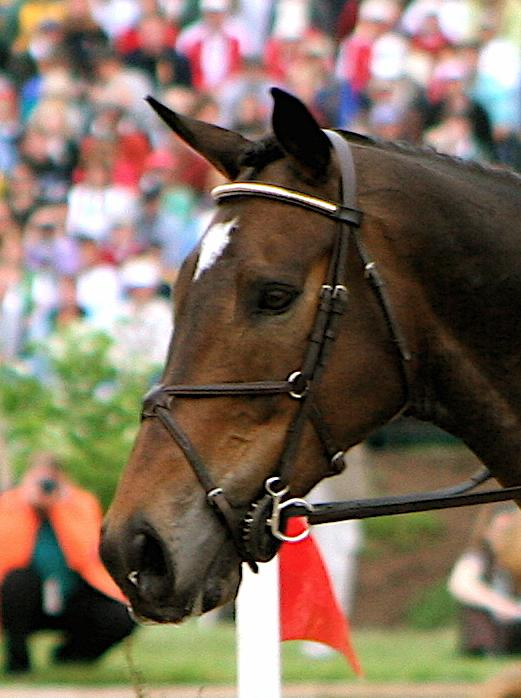
Nachrapnik meksykański